# Red Skelton

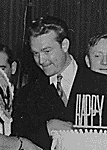
Red Skelton

Richard Bernard "Red" Skelton, född 18 juli 1913 i Vincennes, Indiana, död 17 september 1997 i Rancho Mirage, Kalifornien, var en amerikansk skådespelare, komiker och underhållare. Skelton var värd för tv-programmet The Red Skelton Show 1951-1971. Han filmdebuterade 1938 i Alla tiders semester, och fortsatte sedan att medverka i musikal- och komedifilmer under 1940- och 1950-talet, med huvudroller i bland annat På väg till Porto Rico (1941), Han som gjorde't (1943), Ziegfeld Follies (1946) och Clownen (1953).

## Biografi
Skeltons far, som var cirkusclown, dog innan Skelton föddes. Red Skelton växte upp under mycket fattiga förhållanden och som sjuåring sjöng han på gatorna för att få ihop några slantar. Skelton hoppade av skolan som tioåring och började uppträda i varietéer och på cirkus.
Red Skelton filmdebuterade 1938. Under 1940- och 1950-talen var han en populär skådespelare med crazybetonade roller som specialitet, från 1950 huvudsakligen i TV.
Skelton avled i lunginflammation 1997. Han är gravsatt på Forest Lawn Memorial Park i Glendale i Kalifornien.

## Filmografi i urval
- 1938 – Alla tiders semester
- 1941 – På väg till Porto Rico
- 1941 – Visslingen i mörkret
- 1943 – Mitt majestät kung Ludde
- 1943 – Han som gjorde't
- 1943 – Soldatflamman
- 1943 – Whistling in Brooklyn
- 1944 – Genom eld och vatten
- 1946 – Ziegfeld Follies
- 1947 – En glad prick
- 1948 – Dagens hjälte
- 1948 – Borsta mig på ryggen
- 1949 – Neptuns dotter
- 1950 – Pippi i kubik
- 1950 – Ur vattnet i elden
- 1950 – Tre små ord
- 1951 – Tur i olyckan
- 1951 – Texas Carnival
- 1951–1971 – The Red Skelton Show (TV-serie)
- 1952 – Paradis med sex
- 1953 – Clownen
- 1954 – Den stora diamantkuppen
- 1954 – Susan sov hos mej
- 1956 – Jorden runt på 80 dagar
- 1957 – Ding i bollen
- 1958 – The Milton Berle Show (TV-serie)
- 1960 – Storslam i Las Vegas
- 1964 – Dessa fantastiska män i sina flygande maskiner